# يان غاردينر
يان غاردينر (بالإنجليزية: Ian Gardiner)‏ (18 سبتمبر 1928 في المملكة المتحدة - 1990) هو مدرب كرة قدم ولاعب كرة قدم بريطاني في مركز الهجوم. شارك مع منتخب اسكتلندا لكرة القدم. أما مع النوادي، فقد لعب مع ريث روفرز وسانت جونستون ونادي ماذرويل ونادي إيست فيف ونادي مونتروز لكرة القدم ورابطة كرة القدم الاسكتلندية الحادية عشر ‏.

## وصلات خارجية
- يان غاردينر على موقع الاتحاد الإسكتلندي (الإنجليزية)
- يان غاردينر على موقع قاعدة بيانات كرة القدم.إي يو (الإنجليزية)